# Didissandrinae
Didissandrinae je podtribus gesnerijevki, dio tribusa Trichosporeae. Sastoji se od 3 roda sa 12 vrsta.. Posljednji treći rod (sa jednom vrstom) otkriven je 2020. g. u Vijetnamu.

## Rodovi
1. Didissandra C. B.Clarke (9 spp.)
2. Michaelmoelleria F.Wen, Y.G.Wei & T.V.Do (1 sp.)
3. Tribounia D.J.Middleton (2 spp.)